# Saldo strukturalne
Saldo strukturalne (ang. structural balance) – wielkość szacunkowa, pozwalająca określić, jaka byłaby kondycja finansów publicznych, gdyby gospodarka funkcjonowała przy pełnym wykorzystaniu potencjału produkcyjnego. Saldo strukturalne jest wynikiem różnicy pomiędzy saldem nominalnym (rzeczywistym) a saldem cyklicznym. Wartość poznawcza salda strukturalnego polega na dostarczeniu informacji o relacji zachodzącej między dochodami a wydatkami budżetu państwa lub sektora finansów publicznych. Mowa będzie wówczas odpowiednio o saldzie strukturalnym budżetu państwa lub saldzie strukturalnym sektora finansów publicznych. Saldo strukturalne pozwala określić, jaka byłaby kondycja finansów publicznych, gdyby gospodarka funkcjonowała przy pełnym wykorzystaniu potencjału produkcyjnego. Innymi słowy saldo strukturalne (saldo skorygowane o wahania cykliczne) jest wielkością hipotetyczną, informującą o tym, jaka byłaby wielkość salda budżetu/sektora finansów publicznych przy braku wpływu czynników cyklicznych (gdyby rzeczywista produkcja równała się produkcji potencjalnej). 
Przyjmuje się często, że saldo strukturalne budżetu państwa, oprócz korekty o wpływ cyklu obejmuje również korektę o czynniki jednorazowe i nadzwyczajne o charakterze przejściowym.
Od pewnego czasu rozpowszechnia się odmienne pojmowanie produktu potencjalnego jako hipotetycznej wielkości produktu wynikającej ze średniookresowego trendu. Deficytu strukturalny – w tym ujęciu nazywany także deficytem wyrównanym cyklicznie – wyliczany jest na podstawie formuły „luka produkcyjna + elastyczność finansów publicznych”. Luka produkcyjna pojmowana jako różnica pomiędzy produktem rzeczywistym a produktem potencjalnym, zaś elastyczność jako stosunek względnej zmiany dochodów bądź wydatków do względnej zmiany luki produkcyjnej. Formuła ta, w zasadzie prawidłowa, choć zbyt uproszczona (pomija przyczyny zmian dochodów i wydatków, w szczególności zmiany systemowe), prowadzi jednak przy przyjęciu wspomnianego sposobu pojmowania luki produkcyjnej do wyników wypaczających sens wyodrębniania deficytu strukturalnego. W warunkach szczególnie dobrej koniunktury deficytu strukturalny okazuje się mianowicie wyższy od deficytu rzeczywistego. Czyni to deficyt strukturalny kategorią niezbyt przydatną do celów polityki fiskalnej, a stanowiącą raczej przedmiot rozrywki intelektualnej.